# Пять артикулов ремонстрантов
Пять артикул ремонстрантов — это богословские положения, выдвинутые в 1610 году последователями Якоба Арминия в знак несогласия с интерпретацией Слова Божия Жаном Кальвином, взгляды которого были господствующими в голландской реформатской церкви. «Ремонстрация» дословно означает «выражение отрицания или протеста», что в указанном случае было жалобой на кальвинистскую доктрину предопределения в бельгийском вероисповедании. Впоследствии последователи Арминия, подготовившие этот протест, получили название «ремонстранты».

## История
Сорок шесть проповедников и два руководителя Лейденской государственной коллегии по подготовке проповедников собрались в Гааге 14 января 1610 года, чтобы в письменной форме изложить свои взгляды, которые должны решать теологические вопросы, где долгое время царило несогласие. Документ в форме реминисценции был составлен Йоханнесеном Втенбогаертом и после некоторых изменений был одобрен и подписан всеми членами делегации в июле.
Ремонстранты не исключали исповедь и катехизацию, но не признавали их постоянными и неизменными догматами веры. Они приписывали авторитет только слову Божию, проявленному в Священном Писании, и выступали против любого формализма.
Пять статей Ремонстрантов были встречены сразу же реакцией, написанной преимущественно Фестом Гоммием, под названием Контремонстрация 1611, которая фактически защищала Бельгийское вероисповедание от богословской критики со стороны Арминия до самой смерти уверял, что придерживается Бельгийского вероисповедания и Гейдельбергского катехизиса.

## Артикулы
Мы считаем:
Артикул 1
Что Бог, вечным и неизменным решением в Иисусе Христе, Сыне Своем, прежде создания мира определил спасти из падшего, грешного рода человеческого тех во Христе, ради Христа и через Христа, кто, благодатью Святого Духа, уверует в Его Сына Иисуса Христа и пребудет в этой вере и в послушании вере, по той же благодати, до конца; и напротив, оставить и осудить нераскаявшихся и неверующих во грехе и находящихся под гневом, как отчужденных от Христа, по слову святого Евангелия в Иоанна 3:36; Верующий в Сына имеет жизнь вечную; кто не будет слушать Сына, тот не увидит жизни. Напротив, гнев Божий пребывает на нем и других Писаниях ещё больше.
Артикул 2
Что в соответствии с ним Иисус Христос, Спаситель мира, умер за всех и за каждого человека, чтобы смертью крестной получить примирение для всех и прощение грехов; однако таким образом, что никто в действительности не наслаждается этим прощением грехов, а только те, кто веруют, также и по слову Евангелия от Иоанна 3:16; Ибо так возлюбил Бог мир, что отдал Сына Своего Единородного, дабы всякий верующий в Него, не погиб, но имел жизнь вечную. и в 1 Иоанна 2:2; Он совершает умилостивление за грехи наши, и не только за наши, но и за грехи всего мира.
Артикул 3
Такой человек не имеет спасительной веры сам по себе и силой своей воли, потому что в состоянии отклонения и греха он не может желать, думать или делать что-либо доброе, что было бы истинно хорошим (в особенности спасительную веру) из себя и от себя. Но необходимо, чтобы он родился заново и обновился Богом во Христе через Святого Духа в разумении, чувстве или воле и во всех силах, чтобы он мог правильно понимать, мыслить, желать и совершать истинное добро по слову Христа в Иоанна 15:5; Я — лоза, а вы — ветви. Кто пребудет во Мне, и Я в нём, тот принесет много плода. Но без меня вы ничего не сможете сделать.
Артикул 4
Что эта благодать Божия есть начало, развитие и завершение всякого блага, даже в такой степени, что сам возрожденный человек без этой предшествующей или будущей, оживляющей, последующей и содействующей благодати не может ни мыслить, ни желать, ни творить добро, ни противиться никакому искушению ко злу. Так что каждое доброе дело или действие, которое только можно себе представить, должно быть приписано благодати Божией во Христе. Но что касается способа действия этой благодати, то он не является непреодолимым, ибо о многих написано, что они противились Святому Духу, Деяния 7 и в других местах.
Артикул 5
Что те, кто был включен в Иисуса Христа истинной верой и, таким образом, стал причастником Его животворящего Духа, имеют огромную силу бороться против сатаны, греха, мира и собственной плоти и одерживать победу, то есть всегда с помощью Святого Духа. И что Иисус Христос Духом Своим помогает им во всех искушениях, предлагает им Свою руку, и когда они только готовы бороться в одиночку и желают Его помощи и не терпят поражения, Он поддерживает их, так что никаким коварством и насилием сатаны они не могут быть обмануты или вырваны из рук Христа, по слову Христа: Никто не похитит их из руки Моей (Иоанна 10:29). Но не оставляют ли они по небрежности принцип своего пребывания во Христе, не принимают ли вновь нынешний мир, не отступают ли от святого учения, когда-то переданного им, не теряют ли чистую совесть и не пренебрегают ли благодатью, — это должно быть сначала более тщательно исследовано по Священному Писанию, прежде чем мы сможем узнать это с полной уверенностью ума.

## Дортские каноны
Дортские каноны являются опровержением Пяти артикулов ремонстрантов, поэтому Дортские каноны также называются Пятью артикулами против ремонстрантов. Реформаты отвергали свободную волю человека, утверждая, что Бог определил «прежде создания мира» в «вечном постановлении», кто получит дар веры. Таким образом, реформаторы учили о двойном предопределении.
Каноны Дордта были составлены на Дордрехтском синоде. Председателем Синода был Иоганнес Богерман, противник ремонстрантов. Ремонстранты были вызваны не как равноправные стороны, а как ответчики. 14 января 1619 года ремонстранты были исключены из обсуждений Синода, который впоследствии вынес решение в пользу контрремонстрантов. Двести министров-ремонстрантов были отстранены от должности, после чего они основали в Антверпене Братство-ремонстрант.